# Silvio Cator

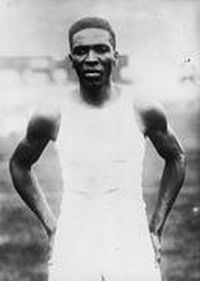
Silvio Cator

Silvio Cator (* 9. Oktober 1900 in Cavaillon; † 22. Juli 1952 in Port-au-Prince) war ein haitianischer Leichtathlet, der vor allem im Weitsprung erfolgreich war.
Bei den Olympischen Spielen 1924 in Paris belegte er den 15. Platz im Hochsprung mit 1,75 m und wurde Zwölfter im Weitsprung mit 6,81 m.
Vier Jahre später gewann er im Weitsprung bei den Olympischen Spielen 1928 in Amsterdam mit 7,58 m die Silbermedaille hinter dem Weltrekordler Ed Hamm (USA). 1932 wurde er in derselben Disziplin bei den Olympischen Spielen in Los Angeles Neunter mit 5,93 m.
Neben einem Team im Gewehrschießen, das 1924 eine olympische Bronzemedaille gewann, ist Cator bis heute der einzige olympische Medaillengewinner Haitis. In der Leichtathletik war er der einzige Medaillengewinner bei weltweiten Meisterschaften, bis der Hürdenläufer Dudley Dorival 2001 Bronze bei den Leichtathletik-Weltmeisterschaften gewann.
Wenige Wochen nach den Spielen 1928 am 9. September 1928 stellte Cator im Stadion von Colombes bei Paris mit 7,93 m einen Weltrekord auf und löste damit Hamm als Weltrekordler ab.
Die 7,93 m bedeuten noch heute, nach 92 Jahren, Landesrekord in Haiti. Damit ist Cator Inhaber des ältesten bestehenden Landesrekordes in der Leichtathletik weltweit.
Silvio Cator war 1,78 m groß und wog in seiner aktiven Zeit 75 kg.
Zur Schreibweise seines Vornamens: In fast allen Statistiken findet man die Schreibweise Silvio. Auf der Seite mit den Landesrekorden Haitis steht Sylvio.